# Урсуляк, Уолли
Уо́лли Урсуля́к (англ. Wally Ursuliak; 30 июня 1929 — 7 марта 2025) — канадский кёрлингист.

## Биография
В составе мужской сборной Канады чемпион мира 1961 года. Чемпион Канады среди мужчин.
В 1961 году Эктор Жерве сформировал свою собственную команду в клубе Alberta Avenue Curling Club (Эдмонтон), кроме Жерве участниками команды были Рон Энтон, Рэй Вернер и Уолли Урсуляк. Эта команда победила в чемпионате провинции Альберта, а также выиграла чемпионат Канады 1961. Сезон команда заканчивала с Виком Реймером вместо Рона Энтона, выиграв чемпионат мира 1961 года.
Команда Жерве вновь участвовала в чемпионате Канады 1962 года, но проиграла в плей-офф команде Саскачевана Эрни Ричардсона.
Играл на позиции первого.
Является выдающимся популяризатором кёрлинга по миру. В 1960-е и 1970-е вместе с другими знаменитыми канадскими кёрлингистами чемпионами мира Рэем Тернбуллом и Доном Дугидом в разных странах Европы проводил серию обучающих мероприятий для популяризации кёрлинга. В 1980 он начал популяризацию кёрлинга в Японии и затем 6 лет обучал японских спортсменов разных уровней, превратив кёрлинг для них из малоизвестного зимнего развлечения в серьёзный вид спорта.
В 2006 ввёден в Зал славы канадского кёрлинга.
В 2017 году награждён японским орденом Восходящего солнца 5 степени.

## Достижения
- Чемпионат мира по кёрлингу среди мужчин: золото (1961).
- Чемпионат Канады по кёрлингу среди мужчин: золото (1961), серебро (1962).

## Команды
| Сезон   | Четвёртый   | Третий     | Второй     | Первый        | Турниры |
| ------- | ----------- | ---------- | ---------- | ------------- | ------- |
| 1960—61 | Эктор Жерве | Рон Энтон  | Рэй Вернер | Уолли Урсуляк | ЧК 1961 |
| 1960—61 | Эктор Жерве | Рэй Вернер | Вик Реймер | Уолли Урсуляк | ЧМ 1961 |
| 1961—62 | Эктор Жерве | Рон Энтон  | Рэй Вернер | Уолли Урсуляк | ЧК 1962 |

(скипы выделены полужирным шрифтом)

## Частная жизнь
Из семьи кёрлингистов: его родственник — Мюррей Урсуляк, чемпион мира и Канады в 1989 году.
Уолли Урсуляк умер 7 марта 2025 года в возрасте 95 лет.